# تراکیسی
تراکیسی (به لاتین: Trakiytsi) یک منطقهٔ مسکونی در بلغارستان است که در استان بورگاس واقع شده‌است.